# Свипдагсмал
„Свипдагсмал“ е поема и част от Поетичната Еда, съдържаща се в две поеми – „Грогалдр“ и „Фьолсвинсмал“. Двете творби са групирани, тъй като имат един общ разказвач, Свипдаг. Тези две поеми са открити в няколко ръкописа от XVII век. В най-малко три от тези ръкописа, стихотворенията са в обратен ред и разделени от една трета едическа поема на име Хюндлульод.